# Hindustan

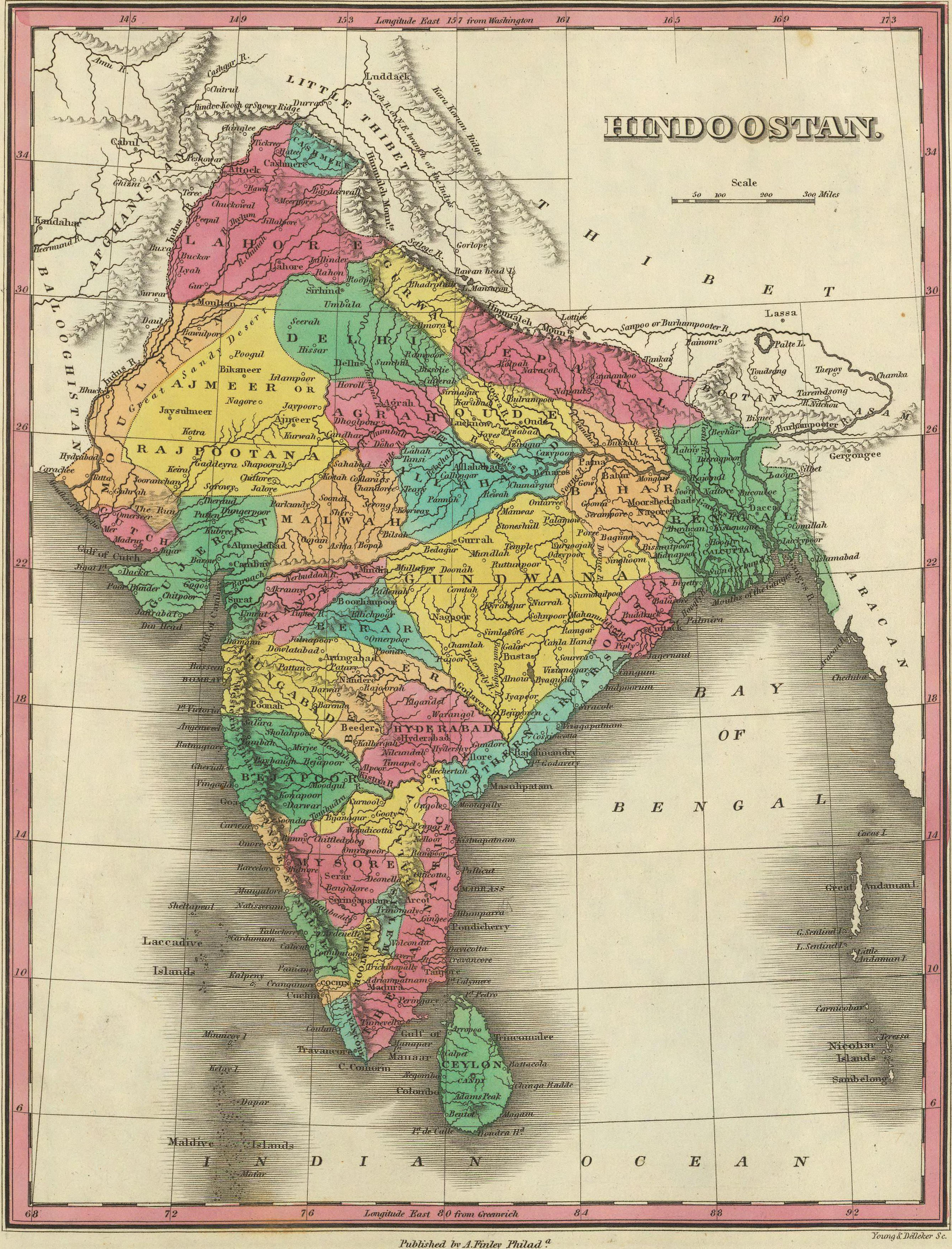
Bản đồ Hindustan, 1831

Hindustan (tiếng Hindi: हिन्दुस्तान, tiếng Urdu: ہندوستان, Hindustān) hay Indostan, nghĩa là "Vùng đất của Sindhu (Sông Ấn)" hoặc "Đất của những người Hindu", là một tên gọi thông dụng của tiểu lục địa Ấn Độ. Agra và sau đó là Delhi là các thủ đô theo truyền thống của Hindustan. Mặc dù vậy ý nghĩa của Hindustan đã tiến triển theo năm tháng, sau Sự chia cắt Ấn Độ nó chủ yếu dùng để nói đến Cộng hòa Ấn Độ.

## Từ nguyên
Hindustan thường được coi là bắt nguồn từ tiếng Ba Tư cổ Hindu, xuất phát từ Sindhu, tên tiếng Phạn của sông Ấn (Indus ). Tiếng Ba Tư cổ gọi một người sống ở lưu vực sông Ấn là Hinduš. Từ này kết hợp với hậu tố Avestan -stān (cùng gốc với tiếng Phạn "sthān", đều có nghĩa là "nơi") và tạo thành Hindustan, vùng đất ở bên kia (từ Ba Tư) của sông Ấn. Thuật ngữ này trở nên thông dụng dưới thời cai trị của đế quốc Mogul để đề cập đến sự thống thị của họ, tập trung tại Delhi, là 'Hindustan'. Một thuật ngữ tương tự là Indostan, trở nên thông dụng vào thế kỷ 17, 18 và 19 để chỉ khu vực Nam Á. ngày nay "Indostan" được coi là một từ cổ.
Một thuyết thay thế và hiếm được trích dẫn về nguồn gốc của Hindustan cho rằng nó có nguồn gốc từ xưa. Có thể dựa trên từ tiếng Phạn shloka từ Barhaspatya Samhita trong Rigveda (khoảng 1700-1100 TCN):
Himalyam Samarabhya
Yavadindusarovaram
Tam Deonirmitam Desham
Hindusthanam Prachakshate
Dịch nghĩa: "Quốc gia bắt đầu từ dãy Himalaya và có ranh giới vươn đến Ấn Độ Dương (Indu Sarovaram), được tạo ra bởi Thượng đế và tên của nó là Hindusthan."

## Sử dụng hiện nay

### Khu vực địa lý
Về mặt lịch sử, thuật ngữ "Hindustan" thường dùng để chỉ đồng bằng sông Hằng ở miền bắc Ấn, giữa dãy Himalaya và dãy Vindhya.
Hơn nữa, nó có thể liên quan đến các mặt khác nhau thuộc ba khu vực địa lý: nước Ấn Độ hiện tại, tiểu lục địa Ấn Độ trong thời trung cổ, hay một vùng ở Bắc Ấn Độ, đông và nam sông Yamuna, giữa dãy Vindhya và Himalayas nơi tiếng Hindustan được nói.
Trong tiếng Ba Tư hiện đại, Urdu và Hindi, Hindustan và phiên bản rút gọn của nó là Hind, thường được dùng để đề cập đến nước Ấn Độ hiện đại. Phiên bản rút gọn của thuật ngữ này xuất hiện trong câu chào hỏi mang tính dân tộc thông dụng tại Ấn Độ là Jai Hind, do thiếu tá Abid Hasan Safrani của quân đội quốc gia Ấn Độ tạo ra khi rút ngắn Jai Hindustan Ki (nghĩa là: Chiến thắng cho Ấn Độ). Nó được phổ biến nhờ Netaji Subhash Chandra Bose, ông đã dùng nó trên Đài Azad Hind trong phong trào độc lập Ấn Độ. Nó xuất hiện trong một bài hát tôn kính, Aye Mere Watan Ke Logon. Ngày nay, nó được sử dụng rộng rãi như một lời chào và một tiếng hô chiến đấu trong Lực lượng Vũ trang Ấn Độ. Nó cũng thường được dùng ở cuối các bài phát biểu.

### Người dân
Tại Ấn Độ ngày nay, thuật ngữ 'người Hindustan' đề cập đến một người Ấn Độ nói chung và không phân biệt tôn giáo. Hindustani đôi khi được sử dụng để đề cập đến một dân tộc Nam Á (chẳng hạn một người Suriname có nguồn gốc Nam Á có thể gọi mình là Hindustani.) Ví dụ, Hindoestanen là một từ tiếng Hà Lan để chỉ một người có nguồn gốc Nam Á.
Tại Pakistan, thuật ngữ 'Hindustani' người dùng đẻ gọi những người nói tiếng Urdu tại Karachi và Hyderabad, Sindh, những người đã nhập cư từ vùng mà nay là Ấn Độ vào năm 1947. Tuy nhiên, những người này nay thường được gọi một cách thông dụng hơn là người Muhajir.

### Ngôn ngữ
Hindustani cũng được dùng để đề cập đến ngôn ngữ Hindi-Urdu, xuất phát từ phương ngữ Khariboli của các khu vực Tây Uttar Pradesh, nam Uttarakhand và New Delhi.